# Центральный вокзал Нью-Йорка
Центральный вокзал (англ. Grand Central Terminal, неофициально также Grand Central Station) — старейший и известнейший вокзал Нью-Йорка. Расположен в среднем Манхэттене на пересечении 42-й улицы и Парк-авеню. Обслуживает железную дорогу Metro-North, соединяющую Манхэттен с северными пригородами Нью-Йорка, находящимися в штатах Нью-Йорк, Нью-Джерси и Коннектикут, в 2023 году была открыта станция Лонг-Айлендской железной дороги. По числу платформ (44) и путей (67) превосходит любой другой вокзал мира. То же название, что и вокзал, носят три станции Нью-Йоркского метро, расположенные рядом и образующие пересадочный узел.
На момент окончательного завершения строительства Центральный вокзал был самым дорогим в мире — его возведение обошлось в 43 миллиона долларов.

## История создания
Первый вокзал на этом же месте был построен в 1871 году и назывался Гранд Сентрал Дипо. В 1898 году проведена реконструкция здания и дано новое название Гранд Сентрал Стейшн. Гранд Сентрал (также называют Гранд-Сентрал-Терминал) был построен в 1913 году. Он был перестроен в стиле боз-ар. В 1970-е годы, когда по всей стране шёл спад пассажирских железнодорожных перевозок, сопровождавшийся закрытием вокзалов во многих городах, благодаря Жаклин Кеннеди здание было сохранено от разрушения.
В 1994 году была произведена ещё одна комплексная модернизация вокзального комплекса.

## Описание
Расположен Гранд Сентрал в середине Манхэттена. Является подземным и двухуровневым. На верхнем уровне располагается 41 путь и 26 путей на нижнем. Зал ожидания выполнен в роскошном стиле, с арочными окнами и колоннами, напоминает сводчатый храм.
До недавнего времени вокзал имел «секретную» 61-ю платформу. Она использовалась лишь однажды, для сопровождения президента Франклина Рузвельта непосредственно в отель «Уолдорф-Астория».
Под существующими уровнями вокзала в январе 2023 года открылась станция Лонг-Айлендской железной дороги. С учётом её вокзал располагает 75 путями и 48 платформами.

## Галерея

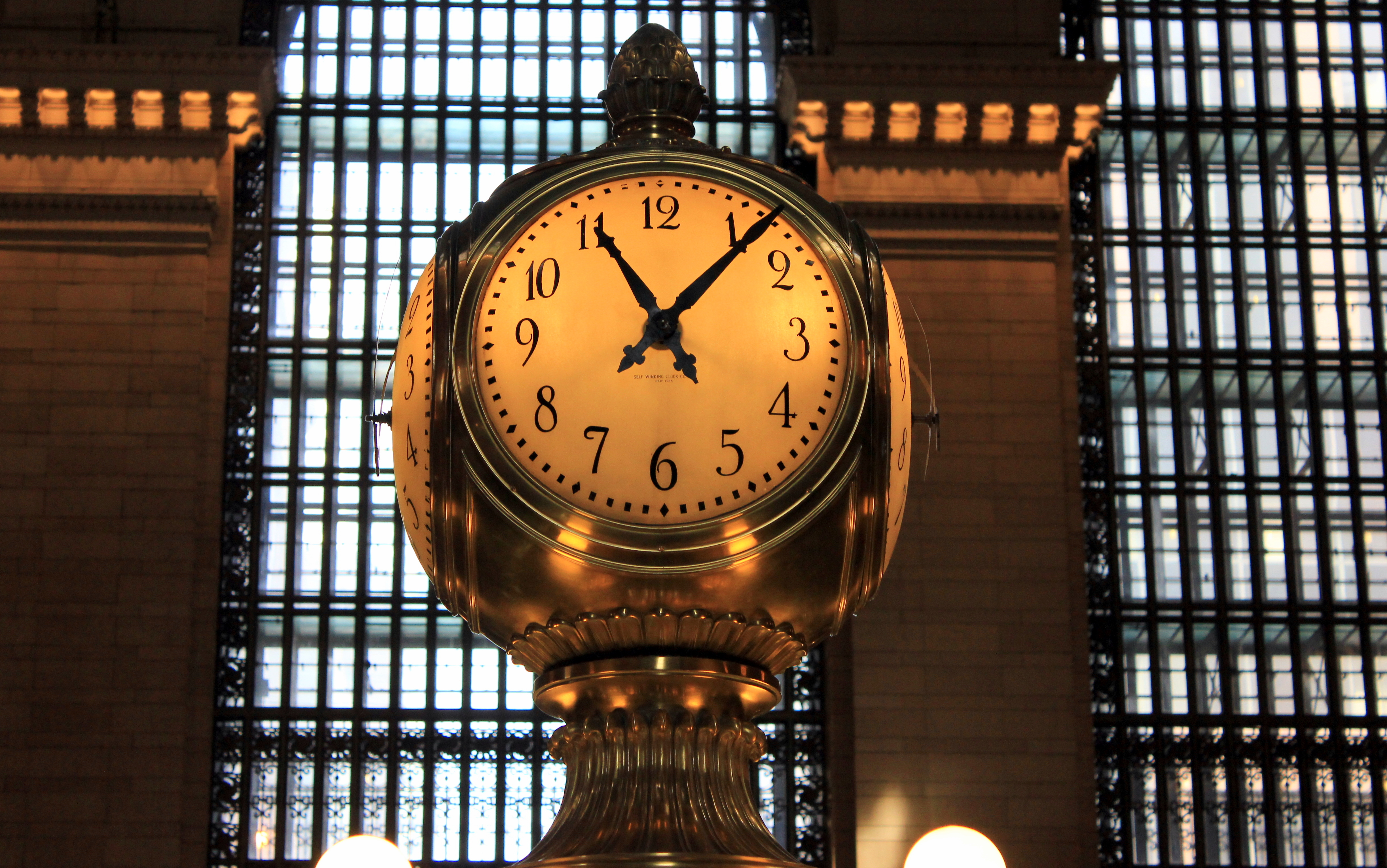
Часы на центральном вокзале Нью-Йорка
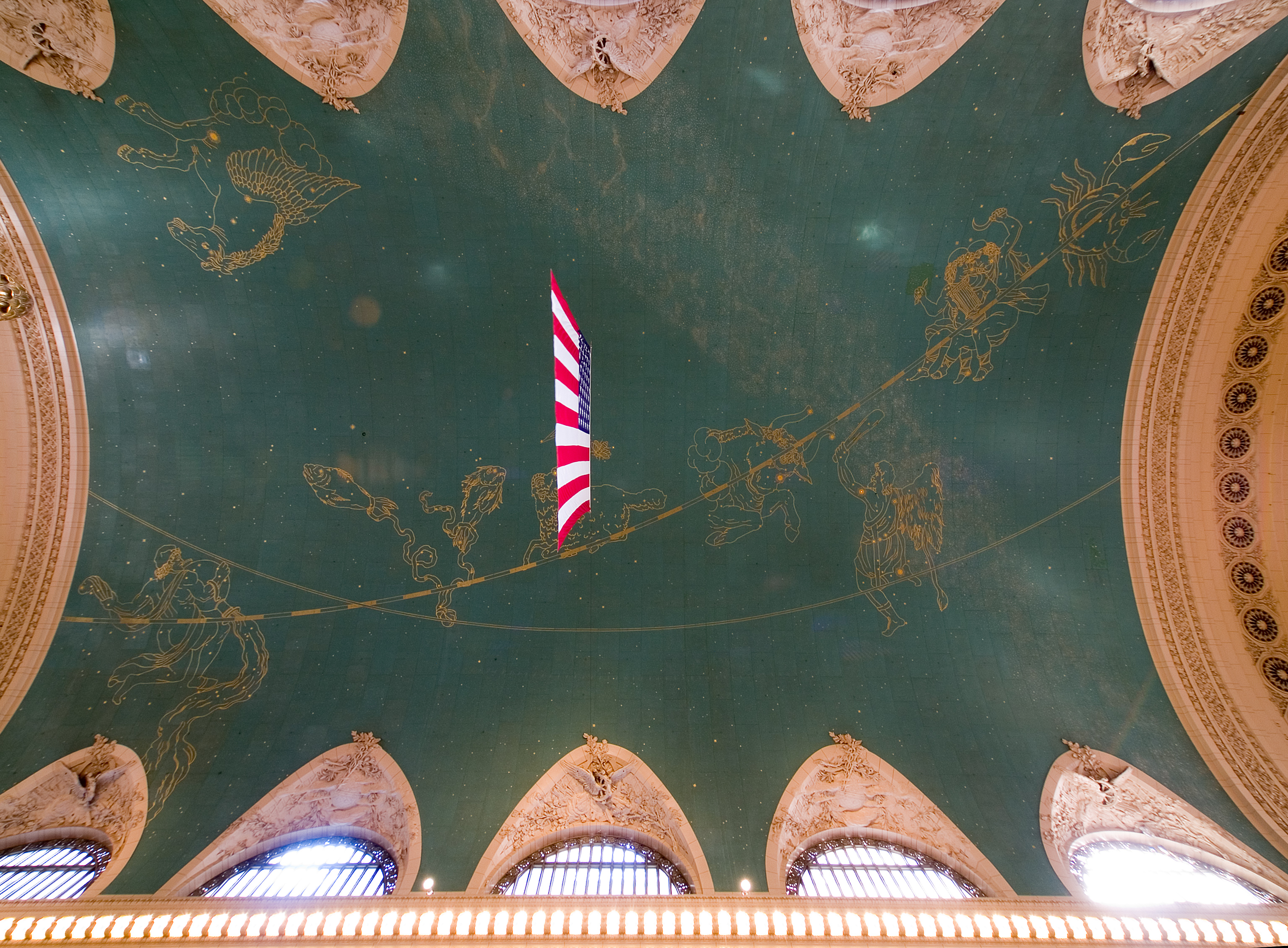
Плафон Главного зала, расписанный по рисункам Поля Эллё, — мотив Млечного Пути, пересекающего знаки зодиака (1912)
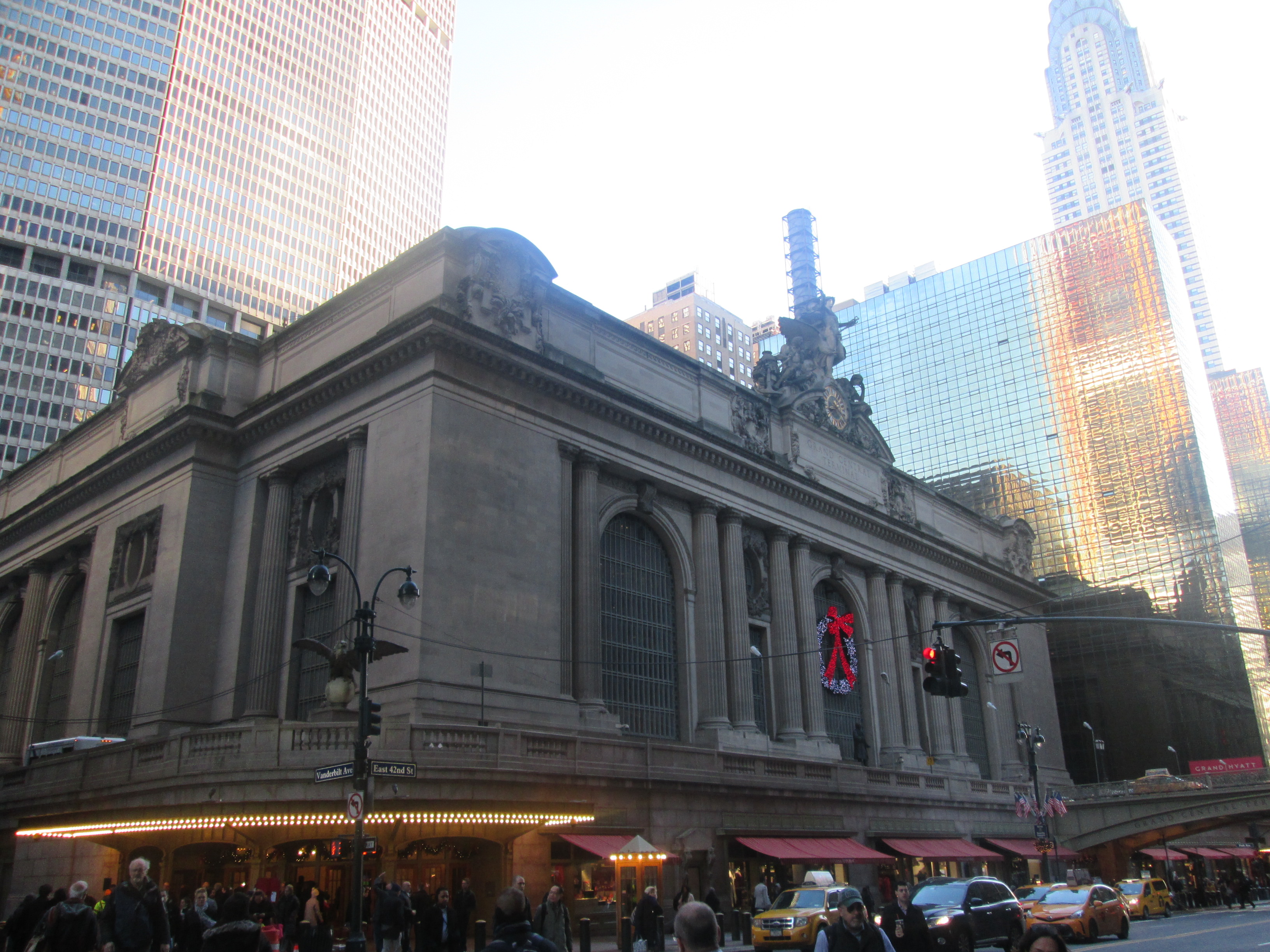
Здание вокзала в 2018 году
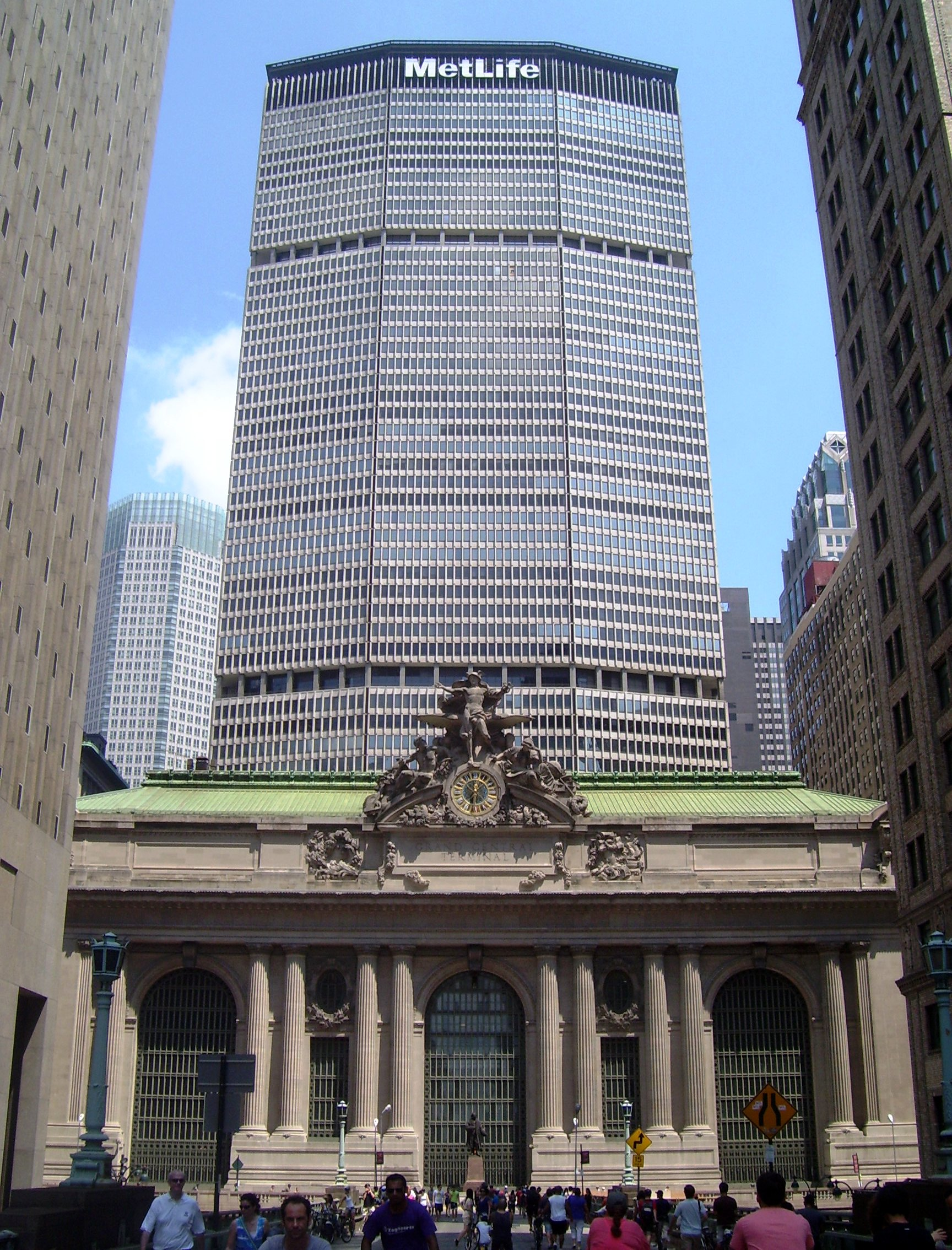
Центральный вокзал на фоне небоскрёба Метлайф-Билдинг
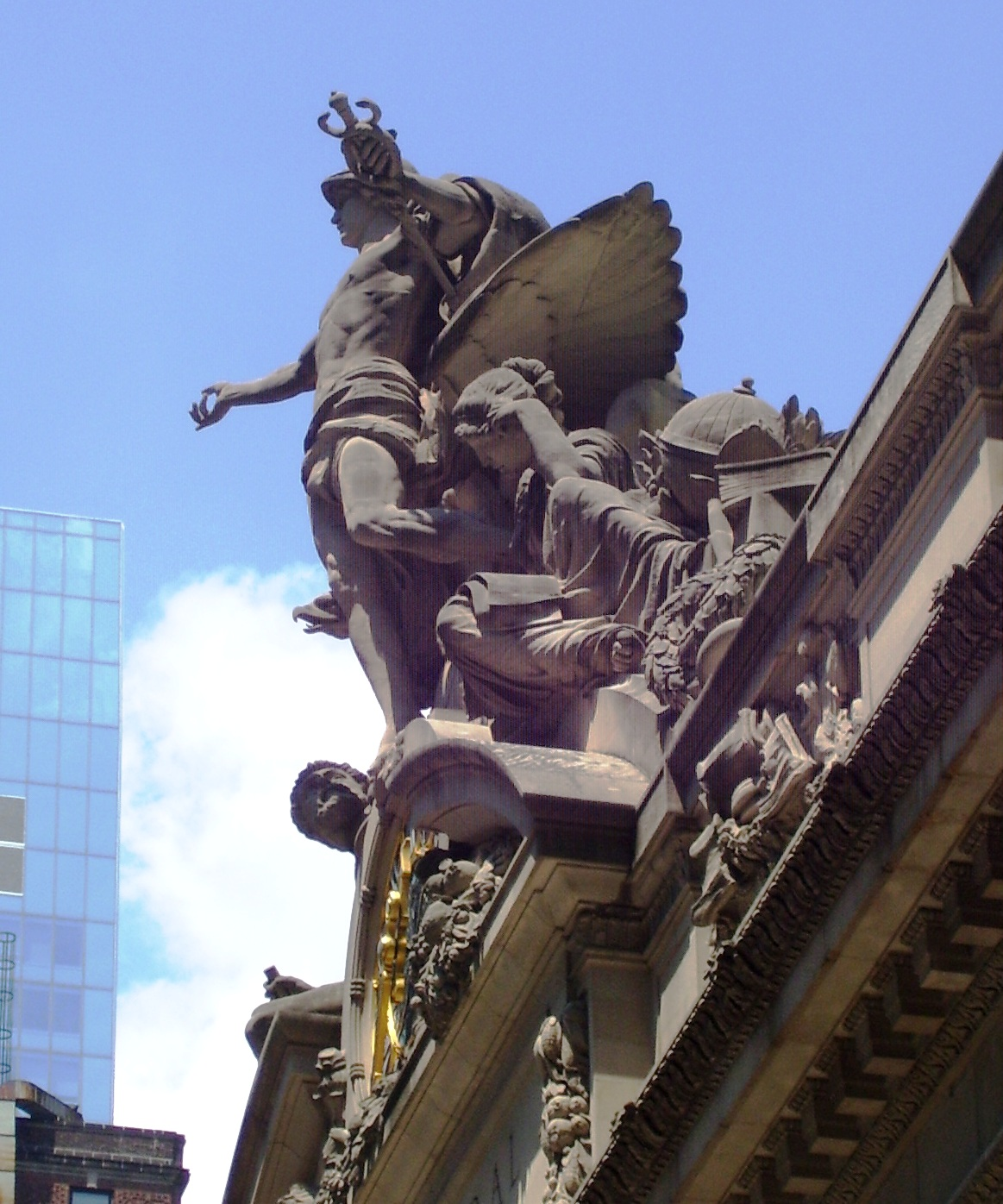
Скульптурная группа над часами на главном фасаде здания вокзала
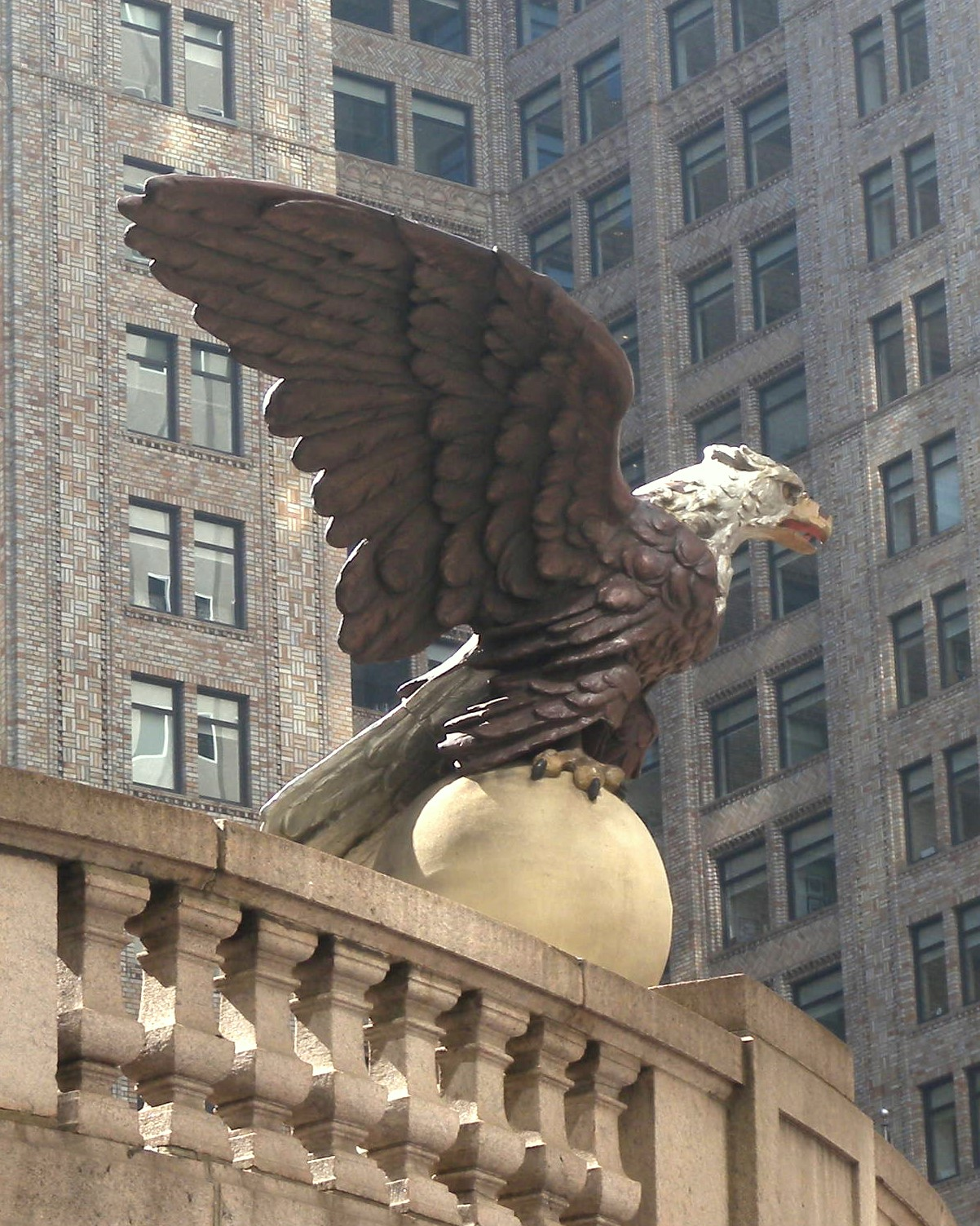
Скульптура белоголового орлана
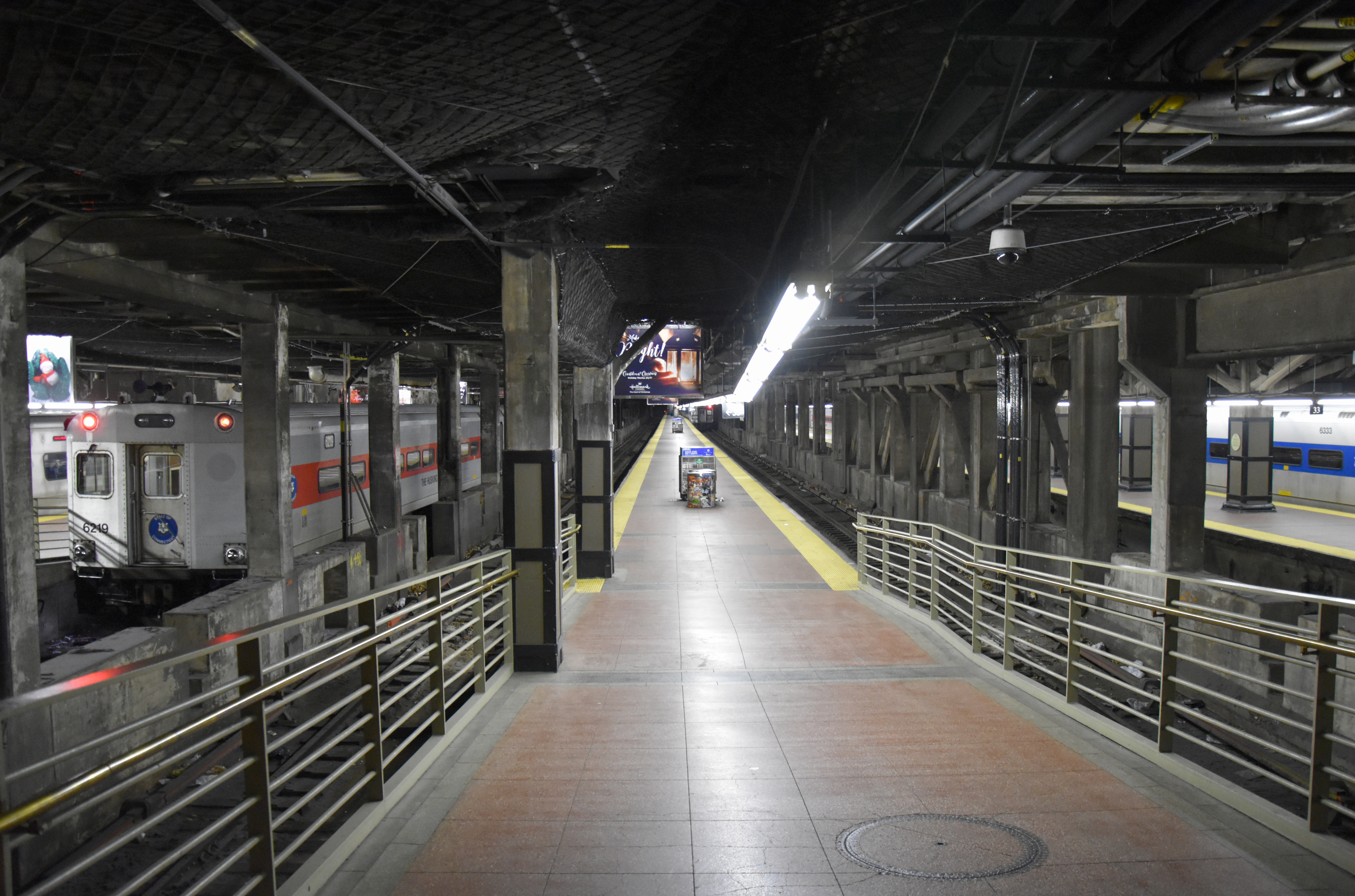
Платформы